# Saint-André-de-Corcy
Saint-André-de-Corcy là một xã ở tỉnh Ain, vùng Auvergne-Rhône-Alpes thuộc miền đông nước Pháp.